# Balowie herbu Gozdawa

Herb Gozdawa, jeden z herbów, którym posługiwała się rodzina

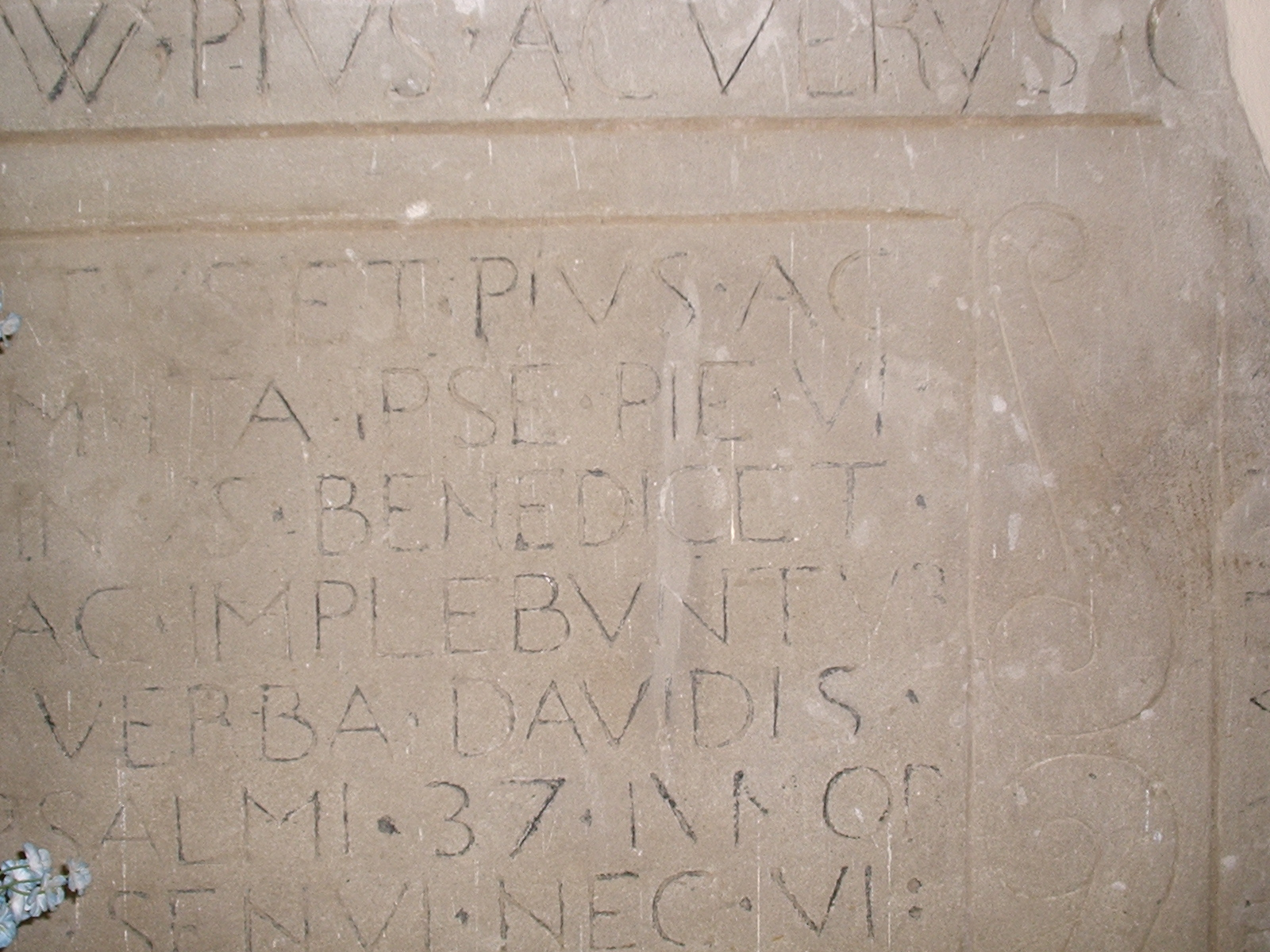
Fragment płyty nagrobnej Matiasza III z kościoła pw.św. Anny, 1576 r.

Balowie herbu Gozdawa – polski ród szlachecki. Potomkowie tego rodu należą do Gozdawitów.

## Historia rodu
Według Jana Długosza ma to być genus polonicum i mają nosić w herbie lilię białą na czerwonym polu. Ten herb jednak nasuwa przypuszczenia, że rodzina ta przybyła do Polski w XIV wieku z Węgier, gdzie panowała wówczas andegaweńska rodzina o podobnym herbie. Mimo twierdzenia Jana Długosza i innych heraldyków (jak Niesiecki) ród ten ma pochodzenie węgierskie, a nie polskie. W roku 1361 z nadania króla Kazimierza Wielkiego osiadają na Podkarpaciu rycerze herbu Gozdawa, od których pochodzą Balowie.
Prof. Przemysław Dąbkowski w pracy „Szkice z życia szlachty ziemi sanockiej „ wyraża przypuszczenie, że mogli to być Niemcy, przybyli z Węgier (zob. Głuchoniemcy). Imiona ich nie są przecież węgierskie, lecz kosmopolityczne. Prawdopodobnie przybyli z północnego wschodu Górnych Węgier z m. Bartfeld, gdzie wpływy niemieckie były wówczas bardzo silne. Według prof. Dąbkowskiego nazwisko Bal nie pochodzi od przezwiska bal, lecz jest nazwiskiem wywodzącym się od nazwy miejscowości istniejącej w komitacie szaryskim, Bal-potoka niedaleko Bardejowa. Dokumenty nazywają tylko jednego Jana I z nazwiska Balem („ ... per Generosum et Nobilem Johannem Bal de Boyska, fidelem nostrum dilectum ... „), pozostali przybierają nazwiska od swych posiadłości.
Protoplastami polskiej linii Balów są Piotr i Paweł. Nazwisko Piotra spotykamy po raz pierwszy w dokumencie erekcyjnym parafii w Humniskach z roku 1409. Podpisał się w nim jako Piotr „hares de Lobetans” dziedzic Nowotańca. Wspomniany Piotr zdaje się być również identycznym z Piotrem de Hungaria, któremu Kazimierz III Wielki nadał 25 czerwca 1361 roku puste miejscowości we wsi Boiska, oraz Dydnię, Temeszów, Jurowce i Srogów.
Za te oraz inne nadania on oraz jego bracia mieli stawiać się na wyprawy wojenne z dwoma łucznikami (cum sagittis). Piotr więc jest protoplastą całego rodu, który bierze nazwisko początkowo ze Zboisk, a potem nazywają się Balami z Nowotańca, a następnie z Hoczwi.
Balowie skolonizowali należące do siebie ziemie w ciągu XV i XVI wieku. Spis podatkowy z 1552 r. wymienia ponad 30 wsi będących własnością Balów, m.in. Wołkowyję, Terkę, Łopienkę, Cisną, Żubracze, Hoczew, Baligród. W XVI wieku przyjmują kalwinizm i przechodzą na katolicyzm dopiero w roku 1667. Rodziny o tym nazwisku żyją w Polsce i na Ukrainie do dziś. Część rodziny mieszka w Bieszczadach, część osiadła w Krakowie i Warszawie oraz wyemigrowała do Australii.

## Genealogia
I generacja
- Piotr Węgrzyn (Petrus Ungarus) r. 1361
- Paweł (brat Piotra, Petrus et Paulus de Ungaria[1])

II generacja
- Matjasz ze Zboisk, zw. Czarny (Niger)

III generacja
- Piotr ze Zboisk, Petrus de Boyska, Petrus de Tyrawa, ożeniony z Małgorzatą, 1434 – 1465 chorąży sanocki
- Jerzy Matiaszowicz, syn Matjasza ze Zboisk, właściciel Nowotańca w roku 1437 sprzedaje ojcowiznę bratu Janowi I za 260 marek, a sam przenosi się do Humnisk dając początek rodu Humnickich, jak również Bireckich.
- Jan Bal, zwany również Jan Bal z Brzozowa, Jan Bal z Nowotańca (ur. – zm. 19 grudnia 1480 Nowotaniec) – od 1441 stolnik sanocki.
- Helena m. z Marcinem ze Smolic r. 1440
- Małgorzata r. 1435
- Jadwiga Balówna r. 1435 m. z Mikołajem z Pobidna

IV generacja
- Ewa Żaba za Mikołaja Żabę
- Zuzanna Herburt, za Jana Herburta
- Rozalia Odnowska
- Maciej Bal (zm. 1511) ż. Anna Waszmuntowska, kasztelan sanocki, podkomorzy sanocki,
- Piotr I de Lobetanz, proboszcz p. Nowotaniec
- Mikołaj I Bal r. 1478, ż. Zofia z Pruchnika, stolnik sanocki,
- Michał Bal (zm. 2 lutego 1496 Kraków), syn Jana, prowincjał zakonu Bernardynów, organizuje klasztory w Samborze i Bydgoszczy, w roku 1471 z misją w Pradze, występuje przeciwko Husytom, w roku 1475 na zgromadzeniu kapituły w Neapolu, w roku 1484 na synodzie w Łęczycy, procesy z biskupem poznańskim Górką,
- Barbara Zarszyńska,
- Anna Jaćmierska, II voto Włyńska
- Jerzy Birecki, syn Jerzego Matiaszowicza

V generacja
- Mikołaj II Bal syn Matjasza – z Nowotańca, następnie z Hoczwi, podkomorzy sanocki. W roku 1523 Mikołaj Bal otrzymał wraz z jego towarzyszami Jakubem Freiberger de Cadan oraz wojskim Adamem Wzdowskim pozwolenie od króla Zygmunta na poszukiwanie wszelkiego rodzaju minerałów w ziemiach sanockich i bieckich.

- Barbara Bal
- Anna Tyrawska
- Jadwiga Latoszyńska

VI generacja
- Matjasz III Bal z Hoczwi, kasztelan sanocki do 1506, syn Mikołaja II
- Stanisław Bal (zm. przed 1575) z Hoczwi, syn Mikołaja II
- Anna Domaradzka

VII generacja
- Jan II Bal z Hoczwi
- Piotr II Bal z Hoczwi, podkomorzy sanocki, założyciel Baligrodu
- Matiasz IV r. 1598-1612
- Katarzyna Balówna r. 1597
- Anna Balówna r. 1585
- Samuel Bal r. 1598-1651, rotmistrz

VIII generacja
- Matjasz V Bal r. 1651 zg. pod Beresteczkiem
- Elżbieta Witkowska
- Piotr III Bal
- Jan III Bal r. 1663
- Adam Bal zm. 1646, chorąży przemyski – uzyskał od króla Władysława IV prawa miejskie dla Baligrodu w roku 1634
- Stefan Bal r. 1620-1675 chorąży przemyski i podkomorzy sanocki
- Anna Lipska
- Zofia Balówna
- Agnieszka Wapowska
- Helena Balówna
- Mikołaj III Bal
- Zofia Bełzska

IX generacja
- Piotr IV Bal r. 1620-1665
- Stanisław II Bal r. 1678
- Bogusław Bal r. 1678-1685
- Michał I Bal r. 1654-1669
- Jan Bal (zm. 1698) r. 1653 syn Stefana, komornik graniczny sanocki i podkomorzy sanocki
- Stanisław III Bal

X generacja
- Adam z Hoczwi Bal, urzędnik i dygnitarz ziemski sanocki (1735),
- Stanisław II z Hoczwi Bal r. 1678, urzędnik i dygnitarz ziemski sanocki (1733)
- Michał II z Hoczwi Bal, chorąży i stolnik czernihowski (1734)
- Jan V z Hoczwi Bal, sędzia ziemski sanocki, podstoli latyczowski, (1733)
- Antoni Bal r. 1709-1724, podkomorzy sanocki (1733)

XI generacja
- Michał III Bal z Nowosiółek, r. 1732
- Aleksander Bal r. 1712-1758 podstoli latyczowski, podkomorzy sanocki (1735), właściciel Terpiczowa
- Hieronim z Hoczwi Bal r. 1754, łowczy bracławski, 1758, 1764,
- Wiktoria Bobowska
- Katarzyna Romer
- Anna Karsznicka
- Ignacy Bal, pułkownik chorągwi pancernej (1716) włas. Taborówki pod Biała Cerkwią, starosta taborowski, dziedzic Baligrodu, ożeniony z Barbarą Domicelą Andrassy.

XII generacja
- Salomea Karsznicka